# Karol Mikuli
Karol Mikuli, souvent appelé Charles Mikuli (arménien : Կարոլ Միկուլի ou arménien : Կարոլ Պստիկյան ; Czernowitz, 22 octobre 1821 – Lemberg, 21 mai 1897) est un pianiste, compositeur, chef d'orchestre et enseignant polonais.

## Biographie
Mikuli (alias Bsdikian) est né à Czernowitz, alors partie de l'empire d'Autriche (aujourd'hui Tchernivtsi en Ukraine) d'une famille polono-arménienne. Il étudie le piano avec Frédéric Chopin – avant de devenir son assistant – et la composition avec Anton Reicha. Il effectue des tournées en tant que pianiste de concert, puis est directeur du conservatoire de Lviv en 1858. Il fonde sa propre école en 1888. Il est mort à Lemberg, royaume de Galicie et de Lodomérie. Il est enterré dans la cour de l'église arménienne de Lviv.
Parmi ses élèves figurent Moriz Rosenthal, Raoul Koczalski, Aleksander Michałowski, Jarosław Zieliński et sa sœur Olga Janina, Albert Tadlewski et Kornelia Parnas.

## Éditeur
Mikuli est surtout connu comme un éditeur des œuvres de Chopin. Les éditions Dover ont réédité son édition des œuvres pour piano de Chopin parue initialement en 1879 par F. Kistner à Leipzig. Son objectif, comme indiqué dans l'avant-propos de l'édition, était de fournir l'édition la plus fiable. Il a utilisé et vérifié plusieurs sources, dont la plupart ont été écrites ou corrigées par Chopin lui-même.
Mikuli a également pris des notes détaillées des observations faites par Chopin, lors de ses leçons et interrogé des témoins sur l'interprétation de Chopin. Pendant de nombreuses années, il a été considéré comme la principale autorité sur Chopin, ses remarques à propos du jeu de Chopin étant souvent citées par les biographes.

## Œuvres musicales
Orchestre
- 48 Airs nationaux roumains pour orchestre, aussi arr. le piano.

De musique de chambre
- Polonaise pour 3 violons, op. 7 (publié en 1862)
- Sérénade dans la♭ majeur pour clarinette et piano, op. 22 (1880) (roumain: Serenadă pentru clarinette et pian, op. 22)
- Scherzino en do mineur, pour 3 violons, op. 25 (1880)
- Grand duo en la majeur pour violon et piano, Op. 26

Piano
- Prélude et presto agitato, op. 1 (publié en 1859)
- 4 Mazurkas, op. 2 (1860)
- Mazurka en fa mineur, op. 4 (1860)
- 2 Polonaises, op. 8 (1862)
- 48 Airs nationaux roumains (Ballades, chants des bergers, des airs de danse, etc.) en 4 volumes (1863)
- 6 Pièces, op. 9 (publié par Spina à Vienne 1866)
- Mazurka, op. 10 (1866)
- Mazurka en si mineur, op. 11 (1866)
- Étude en si majeur, pour piano avec harmonium, op. 12 (1867)
- 6 Danses allemandes, op. 13 (1867)
- La Méditation, op. 14 (1867)
- Andante con Variations pour piano 4-mains, op. 15 (1867)
- 6 Valses, op. 18 (1869)
- 2 Nocturnes, op. 19 (1869)
- Valse en la majeur, op. 20 (1869)
- Ballade en si♭ majeur, op. 21 (1871)
- 12 Variantes (Variations) harmoniques sur la gamme d'ut majeur pour piano à quatre mains, op. 23 (1880 ; publié par Kistner, Leipzig)
- 10 Pièces, op. 24 (1880)

Vocal
- 6 Lieder pour voix et piano, op. 16 (1867)
- 6 Lieder pour voix et piano, op. 17 (1867)
- 7 Lieder pour voix et piano, op. 27 (1880)
- 2 Duos pour soprano, ténor et piano, op. 28 (1880)
- Die Reue: "Die Nacht guerre schwarz" pour baryton et orchestre à cordes, op. 30 (1880)

Chorale
- 7 Lieder pour soprano, alto, ténor et basse, op. 17 (1880)
- Paraphrase sur un ancien Chant de Noël polonais pour 4 voix (solo et chœur), cordes et orgue (ou piano à quatre mains, op. 31 (1881)
- 2 Chant spirituel pour chœur d'hommes et soli, op. 32
- Veni creator pour chœur mixte et orgue, op. 33[4]

## Enregistrements
- Şahan Arzruni: Anthologie de musique pour piano arménienne, Vol I (Musical Heritage Society - MHS 4080)
- Œuvres pour piano - Karol Radziwonowicz, piano (1999, Selene Records) 551933624